# 1944 en basket-ball
Chronologie du basket-ball
1943 en basket-ball - 1944 en basket-ball - 1945 en basket-ball
Les faits marquants de l'année 1944 en basket-ball :

## Récapitulatifs des principaux vainqueurs de compétitions 1943-1944

### Masculins
| Europe - France : Grenoble. - Grèce : non disputé. - Italie : non homologué. - URSS : DKA Tbilissi. | Amériques | Afrique, Asie, Océanie |

### Féminines
| Europe - France : Linnet's Saint-Maur. - Italie : non disputé. | Amériques | Afrique, Asie, Océanie |

## Liens